# Sân bay Benito Salas
Sân bay Benito Salas (IATA: NVA, ICAO: SKNV) là một sân bay phục vụ thành phố Neiva, thủ phủ của tỉnh Huila ở Colombia. Sân bay này có 1 đường băng dài 1792 m bề mặt nhựa đường.

## Các hãng hàng không và các tuyến điểm
Hiện có các hãng hàng không sau đang hoạt động tại sân bay Benito Salas:
- AIRES (Bogotá, Florencia, Puerto Asís)
- Avianca (Bogotá)
- Satena (Bogotá, La Chorrera, Puerto Legízamo, Villagarzón)